# Josep Señé
Josep Señé Escudero (San Cugat del Vallés, Barcelona, 10 de diciembre de 1991) es un futbolista español que juega como centrocampista en la U. D. Ibiza de la Primera Federación.

## Trayectoria
Josep se formó en la A. E. Josep Maria Gené, donde despertó la atención del Real Madrid. Tras su paso por el Terrassa F. C., en 2010, el club madrileño fichó al jugador para su tercer equipo, el Real Madrid C, en el que militó dos temporadas. 
En 2012 firmó por el Real Oviedo, conjunto en el que estuvo durante dos temporadas y media.
En 2015 hizo su debut con el Real Club Celta de Vigo "B" en la temporada 2014-15, en Segunda División B. Se convirtió en 2015 en nuevo jugador de la primera plantilla para la temporada 2015-16, según informó el entrenador argentino Eduardo Berizzo.
En julio de 2019 fichó por el Real Club Deportivo Mallorca por tres temporadas. En agosto de 2020 salió cedido al Club Deportivo Castellón, que militaba en la Segunda División, y un año después rescindió su contrato con el club balear. Entonces recaló en el C. D. Lugo para las dos siguientes campañas.
El 4 de julio de 2023, tras haber vivido un descenso a Primera Federación en su segundo año en Lugo, firmó por el Racing Club de Ferrol en su regreso a la Segunda División. Con este equipo también descendió en su segunda campaña a la tercera categoría del fútbol español, en la que iba a competir tras fichar por la U. D. Ibiza en julio de 2025.

## Clubes
| Club                     | País   | Año       | Partidos (goles) |
| ------------------------ | ------ | --------- | ---------------- |
| Terrasa F. C.            | España | 2010      | 10 (3)           |
| Real Madrid C. F. "C"    | España | 2010-2012 | 30 (3)           |
| Real Oviedo (cedido)     | España | 2012-2013 | 19 (2)           |
| Real Madrid C. F. "C"    | España | 2013      | 0 (0)            |
| Real Oviedo              | España | 2013-2015 | 49 (6)           |
| R. C. Celta de Vigo "B"  | España | 2015      | 16 (4)           |
| R. C. Celta de Vigo      | España | 2015-2017 | 32 (0)           |
| Cultural Leonesa         | España | 2017-2019 | 71 (11)          |
| R. C. D. Mallorca        | España | 2019-2020 | 8 (0)            |
| C. D. Castellón (cedido) | España | 2020-2021 | 39 (2)           |
| C. D. Lugo               | España | 2021-2023 | 72 (6)           |
| Racing Club de Ferrol    | España | 2023-2025 | 71 (7)           |
| U. D. Ibiza              | España | 2025-     |                  |